# Tribunenkollegium
Das Tribunenkollegium diente den Volkstribunen in der Zeit der Römischen Republik zur Vermeidung widersprüchlichen Handelns und der Aufrechterhaltung faktischer Handlungsfähigkeit. Benötigt wurden die gemeinsamen Stimmen für kollegiale Interzessionen, denn erhob auch nur ein einzelnes Mitglied des Tribunats Einspruch gegen die geplante Amtsmaßnahme eines anderen Mitglieds, so konnte diese nicht vorgenommen werden.
Die Rechte des Kollegiums enthielten gegenüber denen des einzelnen Volkstribuns keine Weiterungen, denn allein der einzelne Tribun war Organ der Plebs und im Lichte der lex Hortensia, also nach Abklingen der Standeskämpfe, konstitutives  Verfassungsorgan.

## Voraussetzungen der Amtsmacht
Ursprünglich hatten die Tribunen keine Amtsgewalt, denn ihr originäres „Hilfe- und Beistandsrecht“ leitete sich allein aus dem Sakralrecht her. Um Amtsgewalt für sich beanspruchen zu können, hätte es einer Volkswahl durch die Bürgerschaft bedurft, die es als Gründungsakt nicht gab. Vielmehr war die Amtsmacht das Ergebnis langwieriger geschichtlich-politischer Anerkennungsprozesse im Streit um Amtzugänge. Vollständig ging das Volkstribunat in der Ämterlaufbahn, dem cursus honorum, dabei nie auf. Die historisch zugestandenen Gewaltbefugnisse aber waren konsequent und stets ungeteilt, unterlagen also keinen rechtlichen Einschränkungen. Als tribunicia potestas bezeichnet, war sie keine private Gewalt, vergleichbar der patria potestas, vielmehr war sie öffentliche Gewalt und hatte Vorrangstellung.
Die tribunizische Gewalt, wenngleich nicht mit imperium ausgestattet, war sehr weitreichend, denn sie umfasste Beistands- und Hilferechte (ius auxilii), Verbietungsrechte (ius prohibendi), auch Interzessionsrechte gegen Senatsbeschlüsse. Die Tribunen durften aber auch rogieren, Edikte und Gesetze erlassen und darüber wachen, dass sie eingehalten werden, widrigenfalls sie Amtsgenossen, (ehemalige) Magistrate und auch Private im Concilium plebis anklagten.
Da aber jeder einzelne Volkstribun mit seinem Einspruch – bis auf wenige Ausnahmen, nämlich da, wo eine Interzession auf eine Interzession gestoßen wäre – ganze Verfahren lahmlegen konnte, kam die Frage kollegialer Interzessionen auf, nachdem der dem cursus honorum und damit der Magistratur innewohnende Grundsatz der Kollegialität auf die Amtsgeschäfte des Volkstribunats übertragen worden war. Unabhängig noch von der Frage einer Herleitung der Kompetenz, war im praktischen Alltag das Problem des Aufeinandertreffens jeweils ungeteilter Gewaltbefugnisse für den Konfliktfall zu lösen, was zu der Erkenntnis führte, dass die Durchführung kollegialer Interzessionen notwendig war. So gedachte man auch mehrheitlichen Interzessionen in einen vom einzelnen Volkstribun angeregten tribunizischen Prozess begegnen zu können, wie der Beispielsfall der Anklage gegen die Zensoren M. Atilius Regulus und P. Furius Philus es aus dem Jahr 214 v. Chr. vergegenwärtigt.

## Grenzen der Amtsmacht
Das Tribunenkollegium war nicht Rechtssubjekt, konnte also nicht Träger von subjektiven Rechten und Pflichten sein. Folglich mussten alle Tribunen gemeinsam handeln. Das galt nicht nur für anstehende Wahlen, sondern auch Petitionen. So gibt Aulus Gellius wieder, dass einer Prostituierten (meretrix) tribunizische Gemeinschaftshilfe per Dekret zuteilwurde, um einen nachstellenden kurulischen Ädil in die Schranken zu weisen. Häufig war der Erlass von Gesetzen oder Dekreten, selbst der Grund für ein gemeinschaftliches Zusammenzutreten, meldet Cicero. Abgefassten Dekreten stand dann einleitend die Aufführung aller Antragsteller voran (praescriptio). Das Ansehen des Kollegiums muss im Zuge verstärkter Gemeinschaftsarbeit insgesamt gewachsen sein, mischten sich einzelne Tribunen jedoch zu sehr in private Streitigkeiten ein, wurde es aber durchaus beargwöhnt.  Ti. Sempronius Gracchus wird nämlich die Äußerung zugeschrieben, sich zum Anwalt fremder Angelegenheiten zu machen, sei collegii potestate indignum – „der Allmacht des Kollegiums unwürdig“.
Dort wo ein Volkstribun originär eigene Rechte verfolgte, konnten Mehrheitsentscheidungen nicht herbeigeführt werden, da unvereinbar mit dem Kollegialitätsprinzip. Für Mehrheitsentscheidungen war es erforderlich, dass andere Magistrate in den Fall involviert waren, ansonsten wurden sie – wie Livius festhielt – darauf verwiesen, Übereinkünfte in eigener Sache herbeizuführen oder das Los entscheiden zu lassen. So bedurfte die Widmung (dedicatio) eines Tempels, gemäß einem Plebiszit aus dem Jahr 304 v. Chr., neben dem Mehrheitsentscheid der Zustimmung des Senats. 181 v. Chr. beschloss der Senat die Notwendigkeit des Zusammenwirkens mit dem Prätor in einer Schadensersatzsache nach Bücherenteignung. In kaiserzeitlich-klassischen Quellen lässt sich nachlesen, dass die Mehrheit des Tribunenkollegiums für die Bestellung eines Vormunds notwendig war. Mit einem terminus ante quem ist die Rechtshistorie konfrontiert, wenn Livius für das Jahr 186 v. Chr. auf die prätorische Ernennung eines Vormunds unter Anhörung der Tribunen verweist, die wohl im Jahr 210 v. Chr. stattgefunden hat.
Bereits vor der bahnbrechenden lex Hortensia (287 v. Chr.) konnten Plebiszite verbindliche Kraft für das Gesamtvolk entfalten, vorbehaltlich einer senatorischen Zustimmung zum Gesetzesvorhaben. Ein knappes halbes Jahrhundert vor der lex Hortensia, nämlich 339 v. Chr., wies die lex Publilia Philonis den Tatbestand bereits an. Das hortensische Regelwerk erweiterte diesen letztlich, indem die Notwendigkeit der Zustimmung des Senats beseitigt wurde. In der Zeit davor, Plebiszite waren noch unverbindliche Erklärungen, sollen die Tribunen nach Auffassung Kunkels Vorberatungen im Kollegium durchgeführt haben, um erst danach das Volksgericht tagen zu lassen; dies, zumal Einigungsmängel die Umsetzung von Amtshandlungen zum Stillstand brachten. War man sich hingegen im Kollegium einig, bestand wenigstens die faktische Aussicht, öffentliches Gehör beim Patriziat zu erlangen. Nach den deutlichen Privilegierungen des Tribunats in seiner Rechtsstellung, erlaubten die leges auch die verbreiteten kollegialen Interzessionen gegen „Rogationen“, was Bedeutung erlangte.
Das wiederum erschwerte dem Senat das Leben, der frühzeitig versuchte, Tribunen auf seine Seite zu ziehen, um das Schwert eines Rechtsbehelfs (remedium intercessionis) gegen das Tribunat zu führen. Kollegiale Interzessionen gegen tribunizische Rogationen waren zwar rechtlich möglich, doch beugten sich die Intervenierenden regelmäßig dem politischen Gegendruck, so etwa als 195 v. Chr. mittels Interzession gegen die Abrogation der lex Oppia gedroht wurde, man von dem Vorhaben dann aber Abstand nahm, als ein beherzter Aufmarsch der Frauen stattfand. Als etwa eine kollegiale Interzession gewaltsam vereitelt werden sollte, festgehalten ist die Abstimmung über die lex Appuleia frumentaria, befand sich die späte Republik bereits im Verfall.

## Widerruf der Amtsmacht
Dem Volkstribun war die tribunizische Gewalt nicht zu nehmen. Eine Abrogation hätte den Grundsatz der Kollegialität verletzt. In der Geschichtsschreibung sind gleichwohl drei Fälle der Amtsenthebung bekannt geworden, nebst einem weiteren, bei dem der Prozess noch abgewendet werden konnte.
So wurde M. Octavius 133 v. Chr. von T. Sempronius Gracchus abgesetzt, als er Einwendungen gegen die zum Schutz des Bauernstandes im Rahmen der Ackergesetze geschaffene lex Sempronia agraria erhob. Gracchus setzte mit der Absetzung des Tribuns aber eine weit über diesen an sich schon revolutionären Zug der Abrogation hinausgehende, politische, Dimension. Er zeigte dem Senat, der seit dem Zweiten Punischen Krieg bei Gesetzesvorhaben wieder dominierte, dessen Grenzen auf, als Gracchus eine tribunizische Interzession beseitigte, bevor der Senat sich der Interzession für eigene Instrumentalisierungszwecke bedienen konnte. Bereits in der Antike wurde diese Entscheidung wegen der Verletzung des Grundsatzes der Sakrosanktität sehr streitig diskutiert. Oktavius erkannte seine rechtswidrige Absetzung nicht an, gleichwohl machte sein Fall Schule.
Es folgte in der ausgehenden Republik der Fall des Tribuns L. Trebellius, der 67 v. Chr. zur Verhinderung der Übertragung eines außerordentlichen Kommandos gegen die Seeräuber an Pompeius, der gesetzlichen Legitimation durch die lex Gabinia widersprach. Nach Mehrheitsbeschluss wäre er fast abgesetzt worden, doch wurde ihm eingeräumt, seine Interzession folgenlos zurückzunehmen.
In einen Konflikt mit Julius Caesar waren die Tribunen Caesetius Flavus und Gaius Epidius Marullus verstrickt, die das Diadem von Caesars Statue entfernt hatten und außerdem bei seiner Rückkehr vom Latinerfest im Jahr 44 v. Chr., dessen Begrüßung als rex zu verhindern versuchten. Sie wurden per Plebiszit abgesetzt und aller Rechte und Pflichten entbunden.
Mit Caesar im Zusammenhang steht eine letztlich noch festgehaltene Abrogation: Caesars Ermordung im Jahr 43 v. Chr. bedeutete für den  Verschwörungsbeteiligten Publius Servilius Casca, dass er sein tribunizisches Amt verlor, als er mit seiner Flucht aus der Stadt gegen die Aufenthaltsbestimmungen verstieß. Eine zumindest formal nachvollziehbare Begründung für die Amtsenthebung liegt in diesem Fall darin, dass er sich als amtierender Tribun nicht außerhalb der Stadt aufzuhalten hatte.